# Carenum
Genre
Synonymes
- Arnidius Boisduval, 1835
- Calliscapterus W.J. McLeay, 1887
- Carenoscaphus W.J. McLeay, 1887
- Chariscapterus Sloane, 1888
- Eutoma Newman, 1838
- Paliscaphus Sloane, 1888
- Platythorax W.J. McLeay, 1887

Carenum est un  genre de coléoptères de la famille des Carabidae, de la sous-famille des Scaritinae et de la tribu des Carenini.

## Espèces
- Carenum acutipes Sloane, 1897
- Carenum adelaidae (Blackburn, 1888)
- Carenum affine W.J. MacLeay, 1864
- Carenum amplicolle Sloane, 1897
- Carenum angustipenne W.J. MacLeay, 1871
- Carenum anthracinum W.J. MacLeay, 1864
- Carenum batesi Masters, 1885
- Carenum bellum Sloane, 1917
- Carenum blackburni Sloane, 1916
- Carenum bonellii Brullé, 1835
- Carenum brevicolle Sloane, 1894
- Carenum breviforme Bates, 1874
- Carenum brevipenne (W.J. MacLeay, 1887)
- Carenum brisbanense Castelnau, 1867
- Carenum browni Sloane, 1916
- Carenum carbonarium Castelnau, 1867
- Carenum cavipenne (Bates, 1874)
- Carenum cognatum Sloane, 1895
- Carenum concinnum Sloane, 1905
- Carenum convexum Chaudoir, 1868
- Carenum coracinum W.J. MacLeay, 1865
- Carenum cordipenne Sloane, 1897
- Carenum coruscum W.J. MacLeay, 1864
- Carenum cupreomarginatum Blackburn, 1888
- Carenum cupripenne W.J. MacLeay, 1863
- Carenum decorum Sloane, 1888
- Carenum devastator Castelnau, 1867
- Carenum devisii W.J. MacLeay, 1883
- Carenum digglesi (W.J. MacLeay, 1869)
- Carenum dispar W.J. MacLeay, 1869
- Carenum distinctum W.J. MacLeay, 1864
- Carenum ducale Sloane, 1905
- Carenum elegans W.J. MacLeay, 1864
- Carenum emarginatum Sloane, 1900
- Carenum episcopale (Castelnau, 1867)
- Carenum eximium Sloane, 1916
- Carenum felix Sloane, 1888
- Carenum filiforme (Castelnau, 1867)
- Carenum floridum Sloane, 1917
- Carenum formosum Sloane, 1907
- Carenum foveolatum (W.J. MacLeay, 1888)
- Carenum frenchi (Sloane, 1894)
- Carenum froggatti Sloane, 1897
- Carenum fugitivum Blackburn, 1888
- Carenum fulgidum Sloane, 1917
- Carenum gratiosum (Sloane, 1897)
- Carenum habile Sloane, 1892
- Carenum habitans Sloane, 1890
- Carenum imitator Sloane, 1897
- Carenum inconspicuum Blackburn, 1888
- Carenum ineditum W.J. MacLeay, 1869
- Carenum interiore Sloane, 1888
- Carenum interruptum W.J. MacLeay, 1865
- Carenum iridescens Sloane, 1894
- Carenum janthinum Macleay, 1883
- Carenum kingii W.J. MacLeay, 1869
- Carenum laevigatum W.J. MacLeay, 1864
- Carenum laevipenne W.J. MacLeay, 1863
- Carenum laterale W.J. MacLeay, 1865
- Carenum leai Sloane, 1916
- Carenum lepidum Sloane, 1890
- Carenum levissimum (Sloane, 1900)
- Carenum lobatum Sloane, 1900
- Carenum longulum Sloane, 1916
- Carenum macleayi Blackburn, 1888
- Carenum magnificum (W.J. MacLeay, 1887)
- Carenum marginatum (Boisduval, 1835)
- Carenum montanum Sloane, 1916
- Carenum morosum Sloane, 1907
- Carenum nickerli Ancey, 1880
- Carenum nitidipes Sloane, 1916
- Carenum obsoletum W.J. MacLeay, 1888
- Carenum occidentale Sloane, 1897
- Carenum odewahnii Castelnau, 1867
- Carenum opacicolle Sloane, 1897
- Carenum optimum Sloane, 1895
- Carenum ovale Sloane, 1900
- Carenum parvulum W.J. MacLeay, 1873
- Carenum perplexum White, 1841
- Carenum planipenne W.J. MacLeay, 1873
- Carenum politissimum Chaudoir, 1868
- Carenum politum Westwood, 1842
- Carenum porphyreum Bates, 1874
- Carenum pulchrum Sloane, 1897
- Carenum puncticolle W.J. MacLeay, 1864
- Carenum punctipenne (W.J. MacLeay, 1883)
- Carenum purpuratum (Castelnau, 1867)
- Carenum purpureum Sloane, 1897
- Carenum pusillum W.J. MacLeay, 1883
- Carenum quadripunctatum W.J. MacLeay, 1863
- Carenum rectangulare W.J. MacLeay, 1864
- Carenum reflexum Sloane, 1897
- Carenum regulare Sloane, 1900
- Carenum rutilans Sloane, 1907
- Carenum scaritoides Westwood, 1843
- Carenum serratipes Sloane, 1900
- Carenum simile W.J. MacLeay, 1865
- Carenum smaragdulum Westwood, 1842
- Carenum speciosum Sloane, 1888
- Carenum splendens Castelnau, 1867
- Carenum splendidum W.J. MacLeay, 1863
- Carenum striatopunctatum W.J. MacLeay, 1865
- Carenum subcostatum W.J. MacLeay, 1865
- Carenum subcyaneum W.J. MacLeay, 1869
- Carenum submetallicum W.J. MacLeay, 1871
- Carenum subplanatum Bates, 1874
- Carenum subporcatulum W.J. MacLeay, 1865
- Carenum sumptuosum Westwood, 1842
- Carenum terraereginae W.J. MacLeay, 1883
- Carenum tibiale Sloane, 1894
- Carenum tinctilatum (Newman, 1838)
- Carenum transversicolle Chaudoir, 1868
- Carenum tumidipes Sloane, 1900
- Carenum venustum Sloane, 1897
- Carenum versicolor Sloane, 1897
- Carenum violaceum (W.J. MacLeay, 1864)
- Carenum virescens Sloane, 1894
- Carenum viridiaeneum (W.J. MacLeay, 1888)
- Carenum viridicolor (Sloane, 1895)
- Carenum viridissimum (W.J. MacLeay, 1888)